# Nicolas Meister
 Nicolas Meister  (nacido el 15 de mayo de 1989) es un tenista profesional estadounidense. 

## Carrera
Su mejor ranking individual es el Nº 288 alcanzado el 12 de octubre de 2015, mientras que en dobles logró la posición 292 el 23 de junio de 2014.
No ha logrado hasta el momento títulos de la categoría ATP ni de la ATP Challenger Tour, aunque sí ha obtenido varios títulos Futures tanto en individuales como en dobles.